# Based on a True Story (Will Smith)
Based on a True Story è il quinto album in studio dell'attore e rapper americano Will Smith, in uscita il 28 marzo 2025 con etichetta Slang Recordings.

## Descrizione
L'album segna il ritorno di Smith alla musica, dopo vent'anni dal suo ultimo album, pubblicato nel 2005, Lost and Found. L'album contiene collaborazioni con artisti come Big Sean, Russ, Joyner Lucas e Jaden Smith, figlio di Will.

## Promozione
Smith ha annunciato l'album su Instagram, confermando l'uscita a marzo 2025. Ha inoltre pubblicato vari singoli tra cui, nel gennaio 2025, Beautiful Scars, traccia principale dell'album.

## Tracce
1. Int. Barbershop – Day (feat. DJ Jazzy Jeff e B. Simone)
2. You Lookin' for Me?
3. The Reverend (Rave Sermon)
4. Rave in the Wasteland
5. Bulletproof (feat. Jac Ross)
6. Hard Times (Smile) (feat. Teyana Taylor)
7. Beautiful Scars (feat. Big Sean e OBanga) – 3:46 (testo: Willard Smith, Sean Anderson, Chllr, LeXoskeleton e OmArr)
8. Tantrum (feat. Joyner Lucas) – 3:04 (testo: Gary Maurice Lucas e Willard Smith)
9. First Love (feat. India Martínez e Marcin) – 3:18 (testo: Willard Smith, Jenifer Fernández, Omarr Rambert, Kyle Edwards e Kyle Townsend)
10. Make It Look Easy
11. The Reverend (YCMI Sermon)
12. You Can Make It (feat. Fridayy e Sunday Service Choir) – 3:41 (testo: Alejandro Borrero, Austin Owens Drew Anthony Gavin, Francis Leblanc, Isaac John De Boni, Ivanni Rodríguez, Keanu Torres, Manuel Lara, Finatik, Omarr Rambert e Willard Smith)
13. Work of Art (feat. Russ e Jaden) – 3:25 (testo: Willard Smith, Russell Vitale, Jaden Smith, Chller, Christian Astrop e LeXoskeleton)
14. The Reverend (WOA Sermon)